# Sabin Drăgoi
Sabin V. Drăgoi (n. 6 iunie 1894, Seliște, județul Arad – d. 31 decembrie 1968) a fost un compozitor, profesor, muzicolog și folclorist român.

## Biografie
S-a născut la data de 6 iunie 1894 la Seliște, județul Arad. Și-a petrecut copilăria în satul natal, crescând în apropierea mamei, de la care a deprins dragostea pentru folclor și cântece populare. Începe școala în sat, dar este nevoit să urmeze școala maghiară de la Petriș.
În 1906, odată cu absolvirea clasei a V-a, este trimis la școala civilă din Arad, unde va studia muzica.
În 1908 absolvă cu bine clasele gimnaziale și se hotărăște să urmeze Școala normală de stat din Arad, pentru a ajunge învățător.
Între 1909-1912 începe cursurile unde va studia cu profesorul de muzică Matyas Zoltai. Termină școala primind și un certificat oficial de muzică.
În 1914 primește numirea ca învățător într-un sat, lângă Budapesta. Este înrolat în armată pentru satisfacerea stagiului militar. Este luat prizonier și transferat în lagărul de la Tașkent timp de doi ani.
În 1920 este mobilizat la Cluj, are ocazia să susțină examen la Conservatorul de muzică și artă dramatică, unde studiază cu profesorii Augustin Bena (teorie-solfegiu), Hermann Klee  (contrapunct). Pleacă la București pentru a obține o bursă, iar aici îi cunoaște pe Victor Eftimiu și pe Octavian Goga (pe atunci ministru al artelor). Obține o sumă care îi facilitează plecarea la Praga pentru a-și continua studiile.
În 1922 obține Premiul II la concursul de creație Enescu și termină studiile la Conservatorul de Stat din Praga, unde studiase cu Vítězslav Novák  (compoziție, orchestrație), Otakar Ostrčil  (dirijat), Vaclav Stephan (istoria muzicii). Se căsătorește pe 6 august 1922 cu Livia Munteanu. Primește, la Deva un post de maestru suplinitor de muzică la Școala normală de învățători. Începe să culeagă folclor, mai întâi din zona Devei, apoi din Lipova.
În 1923 obține Premiul II „Enescu” cu „Suită de dansuri populare românești pentru pian”. Se naște fiica sa, Florica, care se stinge din viață un an mai târziu.
În 1924 se mută la Timișoara, fiind numit profesor la Conservator municipal din oraș și dirijor al corurilor bărbătești „Doina” și „Banatul” (până în 1932). În acest timp continuă să culeagă folclor din zona Hunedoarei.
În 1926 i se naște un fiu, Virgil Mihai, și câțiva ani mai târziu cel de-al treilea copil, Sabina.
În 1928 are loc premierea operei „Năpasta”, după piesa lui I. L. Caragiale, fapt care îl consacră definitiv pe compozitor. Primește Premiul pentru cea mai bună operă scrisă de un român, acordat de Consiliul de administrație al Operei Române din București și Premiul I „George Enescu” pentru „Divertisment rustic.”
Între 1936-1940 este dirijor al corului mixt „Crai nou” din Timișoara.
Între 1940-1944 este director al Operei din Cluj-Timișoara.
În 1942 apare Monografia muzicală a comunei Belinț. 90 melodii cu texte culese, notate și explicate, iar un an mai târziu se stinge din viață soția compozitorului.
În 1944 se recăsătorește cu solista Ana Sidonia Varna, iar un an mai târziu i se naște cel de-al patrulea copil. Demisionează din funcțiile ocupate, se mută la Timișoara și se angajează la „Corala Banatului.”
În 1946 se înființează Conservatorul de muzică și artă dramatică din Timișoara, unde este transferat ca profesor de armonie și contrapunct (până în 1949), după care va fi numit rector și profesor de compoziție (1949-1950), odată cu transformarea Conservatorului în Institut de artă. Este ales membru în comitetul Uniunii compozitorilor.
În 1950 este numit profesor la catedra de folclor a Conservatorului „Ciprian Porumbescu” din București (până în 1952). Tot acum devine director al Institutului de Folclor, după arestarea lui Harry Brauner (până în 1964).
În 2 iulie 1955 devine membru corespondent al Academiei Române.
În 1957 devine membru, iar mai apoi membru executiv (din 1961), la The International Folk Music Council din Londra.
Între 1965-1968 este membru în colegiul redacțional al Revistei de folclor.

## Decesul
Moare la data de 31 decembrie 1968 la București, la vârsta de 74 de ani, în urma unei complicații după o intervenție chirurgicală, lăsând neterminată antologia muzicală la care lucra.

## Realizări
A fost colaborator la publicațiile periodice „Armonia” (Botoșani), „Contemporanul”, „Curierul muzical”, „Flacăra”, „Informația Bucureștiului”, „Izvorașul”, „Munca”, „Muzica”, „Muzică și poezie”, „Revista corurilor și fanfarelor române din Banat”, „Scânteia”, „Sovetskaia Muzîka” (Moscova), „Steagul roșu” ș.a.
A ocupat următoarele funcții în activitatea pedagogică și dirijorală:
- Profesor de armonie, contrapunct și compoziție (1924-1942) la Conservatorul Municipal din Timișoara
  - director al aceleiași instituții (1925-1943)
- Director al corurilor bărbătești Doina și Banatul din Timișoara (1924-1932)
- Dirijor al corului mixt Crai Nou din Timișoara (1936-1940)
- Director al Operei Române din Cluj-Timișoara (1940-1944)
- Director (1942-1944) la Conservatorul și Institutul de Artă din Cluj-Timișoara
  - profesor de armonie, contrapunct și compoziție la aceleași instituții (1943-1944)
- Profesor de armonie, contrapunct (1946-1949) și compoziție (1949-1950) la Conservatorul din Timișoara.

## Distincții
- titlul de Artist Emerit al Republicii Populare Române (28 aprilie 1951)[2]
- titlul de Maestru Emerit al Artei din Republica Populară Română (13 octombrie 1953) „pentru realizări valoroase și activitate rodnică în ramurile artistice”[3]
- Ordinul Muncii clasa I (9 iunie 1954) „cu ocazia împlinirii a 60 de ani de viață și pentru merite deosebite în domeniul creației muzicale”[4]
- Ordinul „Meritul Cultural” clasa a II-a (26 septembrie 1966) „pentru merite deosebite în activitatea literară, artistică și de răspîndire a culturii naționale, cu prilejul Centenarului Academiei Republicii Socialiste România”[5]

## Creație

### Opere
- Năpasta
- Horia
- Păcală
- Kir Ianulea
- Constantin Brâncovean

### Lucrări simfonice
- Petrecere populară
- Divertisment rustic
- Divertisment sacru (1929/1933)
- Rapsodia bănățeană
- Concert pentru pian și orchestră
- Dansuri simfonice: Ce aude Murășul

### Miniaturi pentru pian
- Moderato; Allegreto; Andantino; Allegro; Andantino; Andantino; Andante; Allegro

### Muzică de film
- Mitrea Cocor